# Lopevi
Lopevi is een onbewoond vulkanisch eiland in Vanuatu, behorend tot de provincie Malampa. Het is 26 vierkante kilometer groot en het hoogste punt is 1456 m.
Het enige zoogdier dat op Lopevi voorkomt is de vleermuis Pteropus anetianus.